# 聚氧二甲苯

聚氧二甲苯（polyphenylene oxide，PPO）也稱為聚苯醚（polyphenylene ether，PPE），其商品名為NORYL，是一種高溫的热塑性塑料。聚氧二甲苯為非結晶性熱塑性高分子，由於它難以直接加工，故在工業上很少使用純的聚氧二甲苯，常將聚氧二甲苯和聚苯乙烯、高衝擊苯乙烯-丁二烯共聚物或聚酰胺混合使用。

## 歷史
聚氧二甲苯是由通用电气A.S.Hay在1956年製成，是利用氯化亞銅做觸媒以氧化偶合方式將2,6-二甲基苯酚製成聚氧二甲苯，並在1964年發表，取名為PPO。
聚氧二甲苯是便宜的耐高溫塑膠中的之一種，但難以製造，而且抗衝擊及耐熱能力會隨時間而降低。混合聚氧二甲苯和聚苯乙烯可以改善此一缺點。1960年代調整後的聚氧二甲苯問世，商品名稱為Noryl。

## 性質
聚氧二甲苯為非結晶高性能塑膠，其玻璃转化温度為215 °C，但加入聚苯乙烯後的玻璃转化温度會改變。透過修改或加入像玻璃纖維之類的填料，可以大幅改善其性質。

## 應用

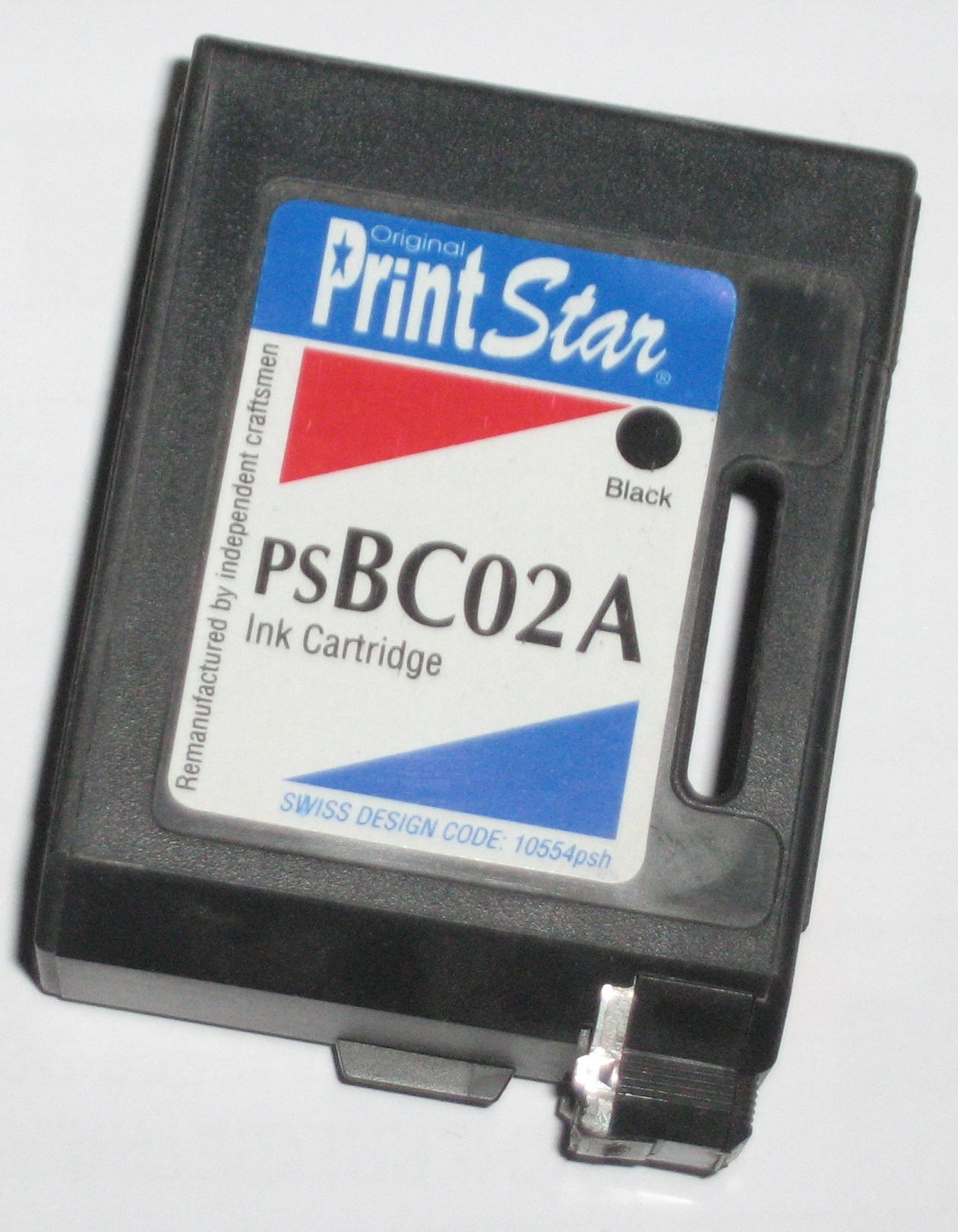
以聚氧二甲苯和聚苯乙烯為材料的墨水匣，這是需要良好尺寸穩定性及精確度的例子

聚氧二甲苯的共混物可以用在需要耐熱、有尺寸穩定性及準確性的結構件、電子零件、家用設備或汽車設備。聚氧二甲苯也用在塑膠製的消毒設備。
依種類的不同，聚氧二甲苯可以用射出成形或是擠出的方式加工，加工溫度約為260-300 °C。其表面可以印刷、熱沖壓，油漆或金屬化。可以用加熱元件、摩擦或是超音波方式進行焊接。也可以用含鹵素溶劑或各種粘合劑粘合。

## 從天然產物的生產
自然界的酚可以被酵素聚合。虫漆酶和過氧化物酶會誘導的聚合丁香酸的聚合，會形成聚氧1-4二甲苯．一端有羧酸基，另一端為苯酚的羥基。

## 外部連結
- Douglas Robello. . University of Rochester. （原始内容存档于2012-12-12）.